# Russischer Fußballpokal 2002/03
Der Russische Fußballpokal 2002/03 war die elfte Austragung des russischen Pokalwettbewerbs der Männer. Pokalsieger wurde Spartak Moskau. Das Team setzte sich im Finale am 15. Juni 2003 im Lokomotive-Stadion von Moskau gegen den FK Rostow durch. Titelverteidiger ZSKA Moskau war in der Runde der letzten 32 gegen den Zweitligisten FK Dynamo-SPb St. Petersburg ausgeschieden.

## Modus
In den ersten drei Runden nahmen ausschließlich Mannschaften der 2. Division 2002 teil. Dabei traten insgesamt 110 Vereine an, die nach regionalen Gesichtspunkten gelost wurden. In der vierten Runde stiegen dann die 18 Zweitligisten, in der fünften Runde die 16 Erstligisten ein. In allen Runden hatten die unterklassigen Teams Heimrecht.
Die Spiele der ersten Runde wurden Ende März ausgetragen, das Finale im darauffolgenden Jahr Mitte Juni, sodass sich der Pokalwettbewerb über 14 ½ Monate erstreckte. Alle Begegnungen wurden in einem Spiel ausgetragen. Bei unentschiedenem Ausgang nach 90 Minuten wurde das Spiel in der Verlängerung durch ein Golden Goal entschieden. Wurde hier kein Treffer erzielt, erfolgte anschließend ein Elfmeterschießen. Der Pokalsieger qualifizierte sich für den UEFA-Pokal.

## Teilnehmende Teams
| Premjer-Liga (16) | Premjer-Liga (16) | 1. Division (18) | 1. Division (18) |
| --- | --- | --- | --- |
| - Dynamo Moskau - Lokomotive Moskau - Spartak Moskau - Torpedo Moskau - Torpedo-SIL Moskau - ZSKA Moskau - Alanija Wladikawkas - Anschi Machatschkala | - Krylja Sowetow Samara - Rostselmasch Rostow 1 - Rotor Wolgograd - Saturn Ramenskoje - PFK Sokol Saratow - Schinnik Jaroslawl - Uralan Elista - Zenit St. Petersburg | - Amkar Perm - FK Chimki - FK Dynamo-SPb St. Petersburg - Fakel Woronesch - Gasowik-Gasprom Ischewsk - Kristall Smolensk - FK Lada Toljatti - Lokomotive Tschita - Metallurg Krasnojarsk | - Kuban Krasnodar - FK Neftechimik Nischnekamsk - Rubin Kasan - SKA-Energija Chabarowsk - FK SKA Rostow - Spartak Naltschik - Tom Tomsk - Tschernomorez Noworossijsk - Wolgar-Gasprom Astrachan |
| 2. Division (110) | | | |
| - Alnas Almetjewsk - Amur Blagoweschtschensk - Anguscht Nasran - Arsenal Tula - Arsenal-2 Tula - Awangard Kursk - Awtodor Wladikawkas - Awtomobilist Noginsk - FK Balakowo - Baltika Kaliningrad - FK Beresniki - Biochimik-Mordowija Saransk - BSK Spirowo - FK Chopjor Balaschow - FK Don Nowomoskowsk - Diana Wolschsk - Druschba Maikop - Dynamo Barnaul - Dynamo Brjansk - Dynamo Ischewsk - Dynamo Machatschkala - Dynamo-Maschinostroitel Kirow - Dynamo Perm - Dynamo Stawropol - Dynamo Wologda - Elektronika Nischni Nowgorod - Energija Tschaikowski - Energetik Uren | - Fabus Bronnizky - Gasowik Orenburg - Irtysch Omsk - Iskra Engels - FK Jelez - KAMAS Nabereschnyje Tschelny - Kawkaskabel Prochladny - FK Kolomna - Kosmos Elektrostal - FK Krasnodar-2000 - FK Krasnosnamensk - Kusbass-Dynamo Kemerewo - Lada-Enegija Dimitrowgrad - Lokomotive Kaluga - Lokomotive Liski - Lokomotive Nischni Nowgorod - Lukoil Tscheljabinsk - FK Lutsch Wladiwostok - Metallurg Lipezk - Metallurg-Metisnik Magnitogorsk - Metallurg-Sabsib Nowokusnezk - Metallurg Wyksa - Mostransgas Gasoprowod - FK Mosdok - FK Mosenergo Moskau - Nart Tscherkessk - Neftjanik Jaroslawl - Nemkom Krasnodar | - Nosta Nowotroizk - Okean Nachodka - Olimpija Wolgograd - FK Orjol - FK Pskow-2000 - FK Rjasan-Agrokomplekt - FK Rybinsk - FK Saljut-Energija Belgorod - Schachtjor Prokopjewsk - Schachtjor Schachty - Schemtschuschina Budjonnowsk - Schemtschuschina Sotschi - Sewerstal Tscherepowez - Selenga Ulan-Ude - Sibirjak Bratsk - Sibur-Chimik Dserschinsk - Slawjansk Slawjansk-na-Kubani - Smena Komsomolsk am Amur - Sodowik Sterlitamak - Spartak Anapa - Spartak Joschkar-Ola - Spartak-Kawkastransgas Isobilny - Spartak Kostroma - Spartak Luchowizy - FK Spartak Orechowo - Spartak Schtschjolkowo - Spartak Tambow | - Spartak-Telekom Schuja - Sportakademklub Moskau - Stroitel Ufa - Sudostroitel Astrachan - Swesda Irkutsk - Swetogorez Swetogorsk - Swetotechnika Saransk - Terek Grosny - FK Titan Reutow - FK Tjumen - Torpedo Pawlowo - Alttrak Rubzowsk - Torpedo Wladimir - Torpedo Wolschski - Tschkalowez-1936 Nowosibirsk - Tschkalowez-Olimpik Nowosibirsk - Uralan-Plus Moskau - Uralez Nischni Tagil - Uralmasch Jekaterinburg - FK Witjas Krymsk - FK Witjas Podolsk - Wenez Gulkewitschi - Wolga Uljanowsk - Wolotschanin-89 Wyschni Wolotschok - Zenit Pensa - Zenit-2 St. Petersburg - Zenit Tscheljabinsk |

Römische Ziffern in Klammern geben die Ligastufe an, an der die Vereine während der Saison 2002 teilnehmen.

## 1. Runde
Teilnehmer: 108 Vereine der 2. Division.
| Datum      |                                          | Ergebnis              |                                       |
| ---------- | ---------------------------------------- | --------------------- | ------------------------------------- |
| 23.03.2002 | Nemkom Krasnodar (III)                   | 3:0 n.                | Schachtjor Schachty (III) 1           |
| 23.03.2002 | Sudostroitel Astrachan (III)             | 0:0 n. V. (3:4 i. E.) | Dynamo Machatschkala (III)            |
| 23.03.2002 | Spartak-Kawkastransgas Isobilny (III)    | 1:2                   | Dynamo Stawropol (III)                |
| 23.03.2002 | Spartak Anapa (III)                      | 0:1                   | FK Witjas Krymsk (III)                |
| 23.03.2002 | Slawjansk Slawjansk-na-Kubani (III)      | 0:1                   | FK Krasnodar-2000 (III)               |
| 23.03.2002 | Kawkaskabel Prochladny (III)             | 3:1                   | Schemtschuschina Budjonnowsk (III)    |
| 23.03.2002 | Wenez Gulkewitschi (III)                 | 0:2                   | Nart Tscherkessk (III)                |
| 23.03.2002 | Druschba Maikop (III)                    | 4:1                   | Schemtschuschina Sotschi (III)        |
| 23.03.2002 | Awtodor Wladikawkas (III)                | 6:0                   | FK Mosdok (III)                       |
| 23.03.2002 | Anguscht Nasran (III)                    | 0:1                   | Terek Grosny (III)                    |
| 16.04.2002 | Spartak Joschkar-Ola (III)               | 0:0 n. V. (2:3 i. E.) | Diana Wolschsk (III)                  |
| 16.04.2002 | FK Chopjor Balaschow (III)               | 1:0 n. G.G.           | Iskra Engels (III)                    |
| 16.04.2002 | FK Balakowo (III)                        | 1:1 n. V. (3:4 i. E.) | Zenit Pensa (III)                     |
| 16.04.2002 | Elektronika Nischni Nowgorod (III)       | 1:0 n. G.G.           | Torpedo Pawlowo (III)                 |
| 16.04.2002 | Biochimik-Mordowija Saransk (III)        | 0:1 n. G.G.           | Metallurg Wyksa (III)                 |
| 16.04.2002 | Torpedo Wolschski (III)                  | 0:5                   | Olimpija Wolgograd (III)              |
| 16.04.2002 | Sibur-Chimik Dserschinsk (III)           | kampflos              | Lokomotive Nischni Nowgorod (III)     |
| 16.04.2002 | Lada-Enegija Dimitrowgrad (III)          | 0:1                   | Wolga Uljanowsk (III)                 |
| 18.04.2002 | FK Titan Reutow (III)                    | 1:0 n. G.G.           | Kosmos Elektrostal (III)              |
| 18.04.2002 | Spartak Tambow (III)                     | 2:1                   | Lokomotive Liski (III)                |
| 18.04.2002 | Mostransgas Gasoprowod (III)             | 1:2                   | FK Witjas Podolsk (III)               |
| 18.04.2002 | Fabus Bronnizky (III)                    | 3:2                   | FK Spartak Orechowo (III)             |
| 18.04.2002 | Dynamo Brjansk (III)                     | 0:0 n. V. (7:8 i. E.) | FK Orjol (III)                        |
| 18.04.2002 | FK Don Nowomoskowsk (III)                | 0:2                   | FK Rjasan-Agrokomplekt (III)          |
| 18.04.2002 | Wolotschanin-89 Wyschni Wolotschok (III) | 1:2                   | FK Pskow-2000 (III)                   |
| 18.04.2002 | Swetogorez Swetogorsk (III)              | 4:0                   | Zenit-2 St. Petersburg (III)          |
| 18.04.2002 | Spartak Luchowizy (III)                  | 3:1                   | FK Kolomna (III)                      |
| 18.04.2002 | Spartak Kostroma (III)                   | 2:1                   | Spartak-Telekom Schuja (III)          |
| 18.04.2002 | Neftjanik Jaroslawl (III)                | 1:1 n. V. (2:3 i. E.) | Dynamo Wologda (III)                  |
| 18.04.2002 | Metallurg Lipezk (III)                   | 3:1                   | FK Jelez (III)                        |
| 18.04.2002 | Lokomotive Kaluga (III)                  | 1:0                   | Arsenal-2 Tula (III)                  |
| 18.04.2002 | Arsenal Tula (III)                       | 3:0                   | Spartak Schtschjolkowo (III)          |
| 18.04.2002 | FK Rybinsk (III)                         | 0:2                   | Sewerstal Tscherepowez (III)          |
| 18.04.2002 | FK Krasnosnamensk (III)                  | 1:0                   | Sportakademklub Moskau (III)          |
| 18.04.2002 | BSK Spirowo (III)                        | 1:0                   | Uralan-Plus Moskau (III)              |
| 18.04.2002 | Baltika Kaliningrad (III)                | 1:0                   | FK Mosenergo Moskau (III)             |
| 18.04.2002 | Awangard Kursk (III)                     | 1:2                   | FK Saljut-Energija Belgorod (III)     |
| 18.04.2002 | Awtomobilist Noginsk (III)               | 2:1                   | Torpedo Wladimir (III)                |
| 24.04.2002 | Gasowik Orenburg (III)                   | 1:0                   | Nosta Nowotroizk (III)                |
| 24.04.2002 | Energija Tschaikowski (III)              | 1:0                   | Dynamo Ischewsk (III)                 |
| 24.04.2002 | Dynamo Perm (III)                        | 3:0                   | Dynamo-Maschinostroitel Kirow (III)   |
| 24.04.2002 | Zenit Tscheljabinsk (III)                | 1:0                   | Stroitel Ufa (III)                    |
| 24.04.2002 | Uralmasch Jekaterinburg (III)            | kampflos              | FK Beresniki (III)                    |
| 24.04.2002 | Sodowik Sterlitamak (III)                | 2:0                   | Metallurg-Metisnik Magnitogorsk (III) |
| 24.04.2002 | Lukoil Tscheljabinsk (III)               | 1:0                   | Uralez Nischni Tagil (III)            |
| 24.04.2002 | KAMAS Nabereschnyje Tschelny (III)       | 1:0                   | Alnas Almetjewsk (III)                |
| 27.04.2002 | Alttrak Rubzowsk (III)                   | 1:1 n. V. (4:5 i. E.) | Dynamo Barnaul (III)                  |
| 27.04.2002 | Selenga Ulan-Ude (III)                   | 1:2                   | Swesda Irkutsk (III)                  |
| 27.04.2002 | Okean Nachodka (III)                     | 0:0 n. V. (5:4 i. E.) | FK Lutsch Wladiwostok (III)           |
| 27.04.2002 | Metallurg-Sabsib Nowokusnezk (III)       | 3:1                   | Schachtjor Prokopjewsk (III)          |
| 27.04.2002 | Tschkalowez-1936 Nowosibirsk (III)       | 1:0                   | Kusbass-Dynamo Kemerewo (III)         |
| 27.04.2002 | Irtysch Omsk (III)                       | 1:2 n. G.G.           | FK Tjumen (III)                       |
| 30.04.2002 | Tschkalowez-Olimpik Nowosibirsk (III)    | 2:1                   | Sibirjak Bratsk (III)                 |
| 30.04.2002 | Amur Blagoweschtschensk (III)            | 1:1 n. V. (4:5 i. E.) | Smena Komsomolsk am Amur (III)        |

## 2. Runde
Teilnehmer: Die 54 Sieger der ersten Runde und mit Energija Uren und Swetotechnika Saransk zwei weitere Vereine der 2. Division.
| Datum      |                                    | Ergebnis              |                                       |
| ---------- | ---------------------------------- | --------------------- | ------------------------------------- |
| 05.04.2002 | FK Witjas Krymsk (III)             | 0:1 n. G.G.           | Druschba Maikop (III)                 |
| 05.04.2002 | Terek Grosny (III)                 | 0:0 n. V. (4:5 i. E.) | Kawkaskabel Prochladny (III)          |
| 05.04.2002 | Nart Tscherkessk (III)             | 0:2                   | Awtodor Wladikawkas (III)             |
| 05.04.2002 | FK Krasnodar-2000 (III)            | 1:0                   | Nemkom Krasnodar (III)                |
| 05.04.2002 | Dynamo Stawropol (III)             | 0:0 n. V. (2:4 i. E.) | Dynamo Machatschkala (III)            |
| 29.04.2002 | Olimpija Wolgograd (III)           | 3:1                   | FK Chopjor Balaschow (III)            |
| 29.04.2002 | Metallurg Wyksa (III)              | 0:0 n. V. (4:5 i. E.) | Swetotechnika Saransk (III)           |
| 29.04.2002 | Elektronika Nischni Nowgorod (III) | 1:1 n. V. (4:5 i. E.) | Sibur-Chimik Dserschinsk (III)        |
| 29.04.2002 | Diana Wolschsk (III)               | 0:1                   | Energetik Uren (III)                  |
| 29.04.2002 | Wolga Uljanowsk (III)              | 2:1                   | Zenit Pensa (III)                     |
| 30.04.2002 | FK Witjas Podolsk (III)            | 3:2                   | FK Titan Reutow (III)                 |
| 30.04.2002 | FK Rjasan-Agrokomplekt (III)       | 1:0                   | Lokomotive Kaluga (III)               |
| 30.04.2002 | Fabus Bronnizky (III)              | 0:1                   | Spartak Luchowizy (III)               |
| 30.04.2002 | Spartak Kostroma (III)             | 1:1 n. V. (6:7 i. E.) | Awtomobilist Noginsk (III)            |
| 30.04.2002 | Sewerstal Tscherepowez (III)       | 1:2 n. G.G.           | Dynamo Wologda (III)                  |
| 30.04.2002 | FK Pskow-2000 (III)                | 2:1                   | Swetogorez Swetogorsk (III)           |
| 30.04.2002 | Metallurg Lipezk (III)             | 2:1 n. G.G.           | Spartak Tambow (III)                  |
| 30.04.2002 | FK Krasnosnamensk (III)            | 3:0                   | Arsenal Tula (III)                    |
| 30.04.2002 | BSK Spirowo (III)                  | 0:0 n. V. (3:4 i. E.) | Baltika Kaliningrad (III)             |
| 30.04.2002 | FK Saljut-Energija Belgorod (III)  | 1:0                   | FK Orjol (III)                        |
| 07.05.2002 | Gasowik Orenburg (III)             | 1:1 n. V. (5:4 i. E.) | Sodowik Sterlitamak (III)             |
| 07.05.2002 | Dynamo Perm (III)                  | 2:5                   | Uralmasch Jekaterinburg (III)         |
| 07.05.2002 | Lukoil Tscheljabinsk (III)         | 2:0                   | Zenit Tscheljabinsk (III)             |
| 07.05.2002 | KAMAS Nabereschnyje Tschelny (III) | 1:0                   | Energija Tschaikowski (III)           |
| 08.05.2002 | Smena Komsomolsk am Amur (III)     | 1:0                   | Okean Nachodka (III)                  |
| 08.05.2002 | Swesda Irkutsk (III)               | 1:0                   | Tschkalowez-Olimpik Nowosibirsk (III) |
| 08.05.2002 | FK Tjumen (III)                    | 0:1                   | Tschkalowez-1936 Nowosibirsk (III)    |
| 08.05.2002 | Dynamo Barnaul (III)               | 1:0                   | Metallurg-Sabsib Nowokusnezk (III)    |

## 3. Runde
Teilnehmer: Die 28. Sieger der 2. Runde.
| Datum      |                                   | Ergebnis              |                                    |
| ---------- | --------------------------------- | --------------------- | ---------------------------------- |
| 19.05.2002 | FK Witjas Podolsk (III)           | 2:2 n. V. (2:4 i. E.) | FK Krasnosnamensk (III)            |
| 19.05.2002 | FK Rjasan-Agrokomplekt (III)      | 2:1                   | Spartak Luchowizy (III)            |
| 19.05.2002 | FK Pskow-2000 (III)               | 2:1                   | Baltika Kaliningrad (III)          |
| 19.05.2002 | Dynamo Wologdav (III)             | 0:1                   | Awtomobilist Noginsk (III)         |
| 20.05.2002 | Gasowik Orenburg (III)            | 1:2                   | Lukoil Tscheljabinsk (III)         |
| 20.05.2002 | FK Saljut-Energija Belgorod (III) | 0:2                   | Metallurg Lipezk (III)             |
| 20.05.2002 | Uralmasch Jekaterinburg (III)     | 1:0 n. G.G.           | KAMAS Nabereschnyje Tschelny (III) |
| 22.05.2002 | Kawkaskabel Prochladny (III)      | 1:2                   | Awtodor Wladikawkas (III)          |
| 22.05.2002 | Swetogorez Swetogorsk (III)       | 3:1                   | Wolga Uljanowsk (III)              |
| 22.05.2002 | Energetik Uren (III)              | 2:0                   | Sibur-Chimik Dserschinsk (III)     |
| 22.05.2002 | Dynamo Machatschkala (III)        | 3:1                   | Olimpija Wolgograd (III)           |
| 22.05.2002 | Druschba Maikop (III)             | 1:2                   | FK Krasnodar-2000 (III)            |
| 28.05.2002 | Smena Komsomolsk am Amur (III)    | 3:2                   | Swesda Irkutsk (III)               |
| 29.05.2002 | Dynamo Barnaul (III)              | 1:2                   | Tschkalowez-1936 Nowosibirsk (III) |

## 4. Runde
Teilnehmer: Die 14 Sieger der vierten Runde und die 18 Vereine der 1. Division
| Datum      |                                    | Ergebnis              |                                   |
| ---------- | ---------------------------------- | --------------------- | --------------------------------- |
| 14.06.2002 | Rubin Kasan (II)                   | 3:1                   | FK Neftechimik Nischnekamsk (II)  |
| 15.06.2002 | Smena Komsomolsk am Amur (III)     | 0:2                   | Amkar Perm (II)                   |
| 15.06.2002 | FK Krasnosnamensk (III)            | 1:5                   | FK Dynamo-SPb St. Petersburg (II) |
| 15.06.2002 | FK Krasnodar-2000 (III)            | 1:3                   | Tschernomorez Noworossijsk (II)   |
| 15.06.2002 | Wolgar-Gasprom Astrachan (II)      | 0:1                   | Kuban Krasnodar (II)              |
| 15.06.2002 | Tom Tomsk (II)                     | 2:0                   | Metallurg Krasnojarsk (II)        |
| 15.06.2002 | Swetotechnika Saransk (III)        | 3:3 n. V. (1:3 i. E.) | Energetik Uren (III)              |
| 15.06.2002 | FK Pskow-2000 (III)                | 1:2                   | Kristall Smolensk (II)            |
| 15.06.2002 | Lukoil Tscheljabinsk (III)         | 2:2 n. V. (1:3 i. E.) | Uralmasch Jekaterinburg (III)     |
| 15.06.2002 | FK Lada Toljatti (II)              | 2:1                   | Fakel Woronesch (II)              |
| 15.06.2002 | Gasowik-Gasprom Ischewsk (II)      | 2:6                   | SKA-Energija Chabarowsk (II)      |
| 15.06.2002 | Dynamo Machatschkala (III)         | 1:0                   | FK SKA Rostow (II)                |
| 15.06.2002 | Tschkalowez-1936 Nowosibirsk (III) | 2:0                   | Lokomotive Tschita (II)           |
| 15.06.2002 | Awtomobilist Noginsk (III)         | 0:1 n. G.G.           | FK Chimki (II)                    |
| 15.06.2002 | Awtodor Wladikawkas (III)          | 0:0 n. V. (3:5 i. E.) | Spartak Naltschik (II)            |
| 19.06.2002 | Metallurg Lipezk (III)             | 3:0                   | FK Rjasan-Agrokomplekt (III)      |

## 5. Runde
Teilnehmer: Die 16 Sieger der vierten Runde, sowie die 16 Erstligisten, die auswärts antreten mussten.
| Datum      |                                    | Ergebnis              |                              |
| ---------- | ---------------------------------- | --------------------- | ---------------------------- |
| 29.06.2002 | Tschkalowez-1936 Nowosibirsk (III) | 0:4                   | Spartak Moskau (I)           |
| 14.09.2002 | FK Chimki (II)                     | 1:0                   | Torpedo Moskau (I)           |
| 14.09.2002 | Tom Tomsk (II)                     | 2:2 n. V. (4:2 i. E.) | Rotor Wolgograd (I)          |
| 14.09.2002 | Metallurg Lipezk (III)             | 2:1                   | Schinnik Jaroslawl (I)       |
| 14.09.2002 | Energetik Uren (III)               | 0:2                   | Saturn-REN TV Ramenskoje (I) |
| 14.09.2002 | FK Dynamo-SPb St. Petersburg (II)  | 3:2 n. G.G.           | ZSKA Moskau (I)              |
| 14.09.2002 | Spartak Naltschik (II)             | 2:0                   | Dynamo Moskau (I)            |
| 14.09.2002 | Kuban Krasnodar (II)               | 1:2                   | Anschi Machatschkala (I)     |
| 14.09.2002 | SKA-Energija Chabarowsk (II)       | 0:1                   | PFK Sokol Saratow (I)        |
| 14.09.2002 | Tschernomorez Noworossijsk (II)    | 0:1                   | Krylja Sowetow Samara (I)    |
| 14.09.2002 | Uralmasch Jekaterinburg (III)      | 1:2                   | Zenit St. Petersburg (I)     |
| 14.09.2002 | Rubin Kasan (II)                   | 1:0                   | Alanija Wladikawkas (I)      |
| 14.09.2002 | Kristall Smolensk (II)             | 2:3                   | Rostselmasch Rostow (I)      |
| 14.09.2002 | Amkar Perm (II)                    | 1:3                   | Uralan Elista (I)            |
| 14.09.2002 | FK Lada Toljatti (II)              | 6:0                   | Torpedo-SIL Moskau (I)       |
| 29.11.2002 | Dynamo Machatschkala (III)         | 1:2 n. G.G.           | Lokomotive Moskau (I)        |

## Achtelfinale
Teilnehmer: Die 16 Sieger der fünften Runde.
| Datum      |                                   | Ergebnis    |                              |
| ---------- | --------------------------------- | ----------- | ---------------------------- |
| 19.10.2002 | Spartak Moskau (I)                | 4:0         | Uralan Elista (I)            |
| 19.10.2002 | Tom Tomsk (II)                    | 0:1         | PFK Sokol Saratow (I)        |
| 19.10.2002 | Spartak Naltschik (II)            | 0:1         | Krylja Sowetow Samara (I)    |
| 19.10.2002 | Metallurg Lipezk (III)            | 0:4         | FK Chimki (II)               |
| 19.10.2002 | FK Dynamo-SPb St. Petersburg (II) | 2:3         | Rostselmasch Rostow (I)      |
| 19.10.2002 | FK Lada Toljatti (II)             | 3:2 n. G.G. | Zenit St. Petersburg (I)     |
| 19.10.2002 | Rubin Kasan (II)                  | 0:1         | Saturn-REN TV Ramenskoje (I) |
| 19.10.2002 | Anschi Machatschkala (I)          | 1:0         | Lokomotive Moskau (I)        |

## Viertelfinale
| Datum      |                          | Ergebnis              |                              |
| ---------- | ------------------------ | --------------------- | ---------------------------- |
| 19.03.2003 | Anschi Machatschkala (I) | 1:1 n. V. (4:2 i. E.) | Krylja Sowetow Samara (I)    |
| 19.03.2003 | FK Lada Toljatti (II)    | 0:0 n. V. (3:2 i. E.) | Saturn-REN TV Ramenskoje (I) |
| 19.03.2003 | PFK Sokol Saratow (I)    | 0:1                   | Spartak Moskau (I)           |
| 19.03.2003 | FK Chimki (II)           | 0:1                   | FK Rostow (I) 1              |

## Halbfinale
| Datum      |                          | Ergebnis    |                    |
| ---------- | ------------------------ | ----------- | ------------------ |
| 21.05.2003 | Anschi Machatschkala (I) | 0:1         | FK Rostow (I)      |
| 21.05.2003 | FK Lada Toljatti (II)    | 2:3 n. G.G. | Spartak Moskau (I) |

## Finale
| Paarung        | Spartak Moskau – FK Rostow |
| Ergebnis       | 1:0 (1:0) |
| Datum          | 15. Juni 2003 |
| Stadion        | Lokomotive-Stadion, Moskau |
| Zuschauer      | 25.000 |
| Schiedsrichter | Igor Jegorow |
| Tore           | 1:0 Jegor Titow (28.) |
| Spartak Moskau | Alexei Sujew – Juri Kowtun, Luizão, Moisés Moura Pinheiro, Wladyslaw Waschtschuk – Maxim Demenko, Wassil Baranau (83. Maxym Kalynytschenko), Jegor Titow, Dmitri Smirnow – Alexander Pawlenko, Roman Pawljutschenko (87. Alexander Danischewski). Cheftrainer: Oleg Romanzew |
| FK Rostow      | Illja Blysnjuk – Miloš Kruščić, Serhij Dazenko, Wolodymyr Mykytyn, Matthew Booth – Jurij Maximow, Michail Ossinow, Gift Kampamba, Andrej Akopjanz (80. Rowan Hendricks) – Essau Kanyenda, Roman Adamow. Cheftrainer: Sergei Balachnin                                        |
| Gelbe Karten   | Roman Pawljutschenko – Illja Blisnjuk |